# О непослушности
О непослушности јесте скуп есеја немачког социолога и психолога Ериха Фрома, објављен 1981. године. Фромове есеје објавили су Harper & Row. У верзији "О непослушности" издавача Градац, уврштен је још један Фромов есеј, "Слобода у радној ситуацији".
- "Нека превлада човек" и "Хуманистички социјализам", 1960.
- „Непослушност као психолошки и морални проблем“ 1963.
- „Пророци и свештеници“ 1967.

## Непослушност као психолошки и морални проблем
Фром у првом делу есеја говори како је људска историја започела чином непослушности. Он помиње причу о Адаму и Еви, као и причу о Прометеју, и како су заправо њихова дела била ослобађајућа за човека. Међутим, Фром постаје критичан према данашњем друштву, наводећи како "способност за непослушност чини почетак људске историје, а послушност би могла узроковати њен крај".
| „           | Сви мученици религијских вера, слободе и науке, морали су бити непослушни према онима који су желели да их ућуткају, како би послушали своју савест, законе човечности и разум. Ако човек може бити само послушан и не бити непослушан, онда је роб; ако може бити само непослушан и уопште не бити послушан, онда је бунтовник (а не револуционар), који делује из беса, разочарања и мржње, али не из убеђења или принципа. | ” |
| — Ерих Фром | |   |

Фром даље говори о две врсте послушности, хетерономној и аутономној. Хетерономна послушност јесте она где човек прихвата нечији суд као свој, док аутономна послушност представља доношења свог суда рационалним размишљањем које је у складу са судом неке друге особе или институције. С обзиром на ово, аутономна послушност није чин покоравања као хетерономна, већ чин потврђивања. Друга разлика је у ауторитету и савести. У првом, људи желе да удовоље ауторитету, а у другом, људи слушају своју савест и поступају према истој.
Постоје ирационални и рационални ауторитет. Рационални ауторитет се проналази у односу ученика и учитеља, а ирационални у случају роба и господара. Иако су оба ауторитета прихваћена, њихова природа је различита. Ученик и учитељ у идеалном односу желе да напредују и њихова жеља се креће у истом правцу, док господар или власник жели што више да експлоатише роба. Њихови интереси су у супротности, будући да оно што један жели јесте у супротности са жељама другог. Још једна разлика између ових ауторитета лежи у томе да ирационални мора да употребљава силу, јер нико неће дозволити да буде експлоатисан у случају да је слободан у тој одлуци.
| „ | Да би био непослушан, човек мора имати храбрости да буде сам, да погреши и да згреши. Али храброст није довољна. Способност за храброст зависи од фазе развоја човека. Само ако се човек одвојио од мајчинског крила и очевих наредби, само ако је постао потпуно развијена личност и тако стекао способност да самостално мисли и осећа, само тада може имати храброст да каже "не" власти: да не послуша. | ” |

Фром наводи како слобода и способност за непослушност морају да иду заједно. Уколико неко пропагира слободу, а гуши непослушност, он не може да се бори за слободу. Такође, постоји још један разлог зашто је непослушност толико тешка за људски род, а одговор се налази у религији. Вековима се послушност сматра врлином, а непослушност грехом. У томе се налази и привилегија мањине, која влада тако што чини већину послушном и спремном за експлоатисање. Послушност се може наметнути силом, али такав метод има многе недостатке. Он укључује и могућност да већина једног дана врати ту силу и свргне мањину с власти. Зато се послушност која је укорењена искључиво у страху од силе мора преобразити у послушност укорењену у човековом срцу. Човек мора да жели да буде послушан и да се плаши непослушности. Да би власт у томе успела, мора да се прогласи и представи свезнајућом, а затим да послушност прогласи врлином, а непослушност маном.

## Пророци и свештеници
Фром о овом есеју говори о идејама и њиховој снази, као и о пророцима, који проповедају и живе те идеје, попут Исуса Христа, Спинозе, Сократа, али и свештеника, који проповедају идеје, али их не живе. Фром спомиње како су се кроз историју јављали многи пророци, који су показали и приказали своје идеје, које су милиони заволели. Да би неко постао пророк, мора да буде храбар и одважен да живи по идејама за које говори да су добре. Међутим, свештеници који касније проповедају завољене идеје их претварају у нешто сирово, праве од њих формулације по којима треба живети. Они тиме организују људе, говоре им како они проповедају из осећања дужности или саосећања. На тај начин они плаше људе и не дозвољавају им да се препусте сами себи. Свештеници не припадају само религији, већ постоје и политички и филозофски свештеници, попут Мартина Лутера.
| „ | Али иако дете може видети да живе на потпуно други начин од оног који проповедају, великој маси људи је мозак испран, да на крају поверују да свештеници живе луксузно, јер се жртвују, зато што морају да заступају велику идеју; или ако немилосрдно убијају, то чине једино из своје револуционарне вере. | ” |

Фром сматра да је Бертранд Расел пророк његовог времена. Он проповеда и живи своје идеје, али добро зна да не може сам да оствари и живи своју идеју, већ је пронашао и организовао групу људи који представљају његову идеју. Они су хапшени заједно, протествовали заједно и марширали заједно.
У хришћанству је највећи грех била Евина и Адамова непослушност, коју су хришћани на вишим позицијама пропагирали вековима. Након нестанка религиозног терора, ауторитарни политички системи су наставили да од послушности праве људски темељ свог постојања. Иако су се у 17. и 18. веку десиле многе револуције, људски род је поново почео да прави врлину од послушности. У тоталитарним земљама, ауторитет је држава, подржана јачањем поштовања према ауторитету у породици и школи. С друге стране, западне демократије осећају понос, јер су савладале ауторитаризам 19. века. Фром поставља питање да ли се то заиста десило, или се само карактер ауторитета променио.
По Фрому, 20. век је хијерархијски организованих бирократија владе, бизниса и радничких синдиката. Те бирократије управљају стварима и људима на исти начин: оне следе одређене принципе, нарочито економски принцип биланса, стања, квантификације... Човек постаје број и претвара се у ствар. Пошто не постоји отворен ауторитет, човек живи у илузији мислећи да добровољно поступа и да следи онај рационални ауторитет.
Проблем у васпитању деце јесте то што се детету не говори шта да се ради, не кажњава се ако их не изврши. Дете само "изражава себе", али од првог дана оно је испуњено поштовањем према конформизму, страхом да буде другачији од других. Човек који је тако одрастао има мисли, али не и убеђења.
| „ | Он се забавља, али је несрећан; чак је спреман да жртвује свој живот и живот своје деце у добровољној послушности према безличним и анонимним силама. Он прихвата рачуницу броја мртвих која је постала веома популарна у расправама о термонуклеарном рату: половина становништва неке земље је убијена - сасвим прихватљиво. Две трећине убијено - можда није. | ” |

Фром поново наводи важност разлике између бунтовништва и револуције, а то је да не треба бити агресиван, већ да треба држати очи отворене, бити спреман и преузети одговорност због оних који су у полусну. Карл Маркс пише како је Прометеј постао заштитник свих филозофа својим чином непослушности. Иако филозофи нису увек одбијали ауторитет, они су одбијали ауторитет традиционалних мишљења, појмова и клишеа.
| „ | Филозоф је често непослушан према клишеу и јавном мњењу, јер слуша човечанство и разум. Управо зато што је разум универзалан и што превазилази све националне границе, филозоф који следи разум је грађанин света; његов предмет је човек: не овај или онај човек, ова или она нација.Његова земља је свет, а не место где је рођен. | ” |

Фром цитира Бертранда Расела, и дели мишљење са њим о снази мишљења и о страху које оно производи у људима. Расел наводи да је људима наметнут страх у виду моралних начела. Он говори како војници не смеју слободно да мисле о рату јер шта би било са војном дисциплином, а да тинејџери не смеју слободно да мисле о сексу, јер шта би било са моралом.
У наставку есеја, Фром говори о Раселовој љубави према животу и о његовом деловању. Говори како Расел упозорава људе на нуклеарну катастрофу само из једног разлога-љубави према животу. Фром наставља, цитирајући говоре шпанских генерала за време Франковске Шпаније, где је јасно изражена њихова мржња према животу, што се огледа у фашистичкој идеологији и њиховом путу ка уништењу.

## Нека превлада човек
Фром говори како је свет подељен у два табора, капиталистички и комунистички. И један и други систем гарантују људски напредак, али Фром се пита да ли се мора бирати између само ова два. По њему, оба система уништавају човека и узимају оно што му је својствено, индивидуалност, независност и човечност. Такође, државе оба света створиле су атомске бомбе, али уместо да људи буду господари бомби, бомбе су заправо поробиле њих. Фром наставља есеј анализирајући положај западног човека у тадашњем друштву. Он критикује америчко друштво, говорећи да иако имају много више слободног времена од њихових предака, троше узалудно. Фром увиђа да иако је друштво богатије, образованије, то је све више празније и некритички настројено према свету. У капиталистичком друштву, власници и шефови немају особине лидера као некада, смелост, иницативу, већ постају безличне бирократе које гледају на човека који ради за њих као на ствар. Бирократе немају ни план, ни визију, ни вољу, глас обичног човека се не чује, а о важним питањима попут рата и мира одлучује мала група људи за које већина ни не зна.
Фром говори о потрошачком друштву, о човеку који је постао материјалиста у потпуности, и временом губи све оно што га чини човеком. Он говори како човек заправо и нема слободан избор, и како се са њим манипулише од детињства. Потрошачко друштво не жели напредак човека, већ напредак ствари. У таквом свету, човек је постао попут машине, депресиван, отуђен и хладан, без икакве вере у свој рад и страсти према животу, клањајући се држави, машинама и стварима, бежећи од реалности помоћу телевизије или лекова за смирење.
| „ | Човек ће пре да уништи живот, него да умре од досаде. | ” |

У наставку овог есеја, Фром критикује капитализам. Он наводи како капитализам ставља капитал изнад живота (рада) и како бирократе који воде тржиште обликују људе са савршеним калупом потребним за такав рад. Фром описује човека који ради као "човека организације" и са њим је лако манипулисати, он је безвољан и нема никакву визију и који жели да троши што више.
| „ | Неуспех нашег друштва да оствари људске тежње које су укорењене у нашим духовним традицијама, директно је утицао на два најургентнија практична проблема нашег времена: питање мира и проблем равнотеже између богатства Запада и сиромаштва две трећине човечанства. | ” |

Фром наводи да је модерни човек отуђен од себе, да је изгубио поштовање према животу, а са тим и могућност да рационално мисли и доноси одлуке. Он наставља с описом социјализма, и како су социјалисти увидели шта капитализам заправо ради човеку. Желели су да човеков рад ставе испред капитала и да производња буде усмерена ка развоју човека, а не ка чистом профиту и гомилању ствари. Како Фром наводи, "циљ социјализма је био савез између човека и човека и између човека и природе." Циљ социјализма био је индивидуалност, а не униформност, ослобођење од економских окова, а не да човекова главна брига постане материјални циљ, као и да сваки човек циљ по себи, а не средство другог човека.
Материјално богатство квари човека, баш као и моћ. Социјализам жели да се материјална удобност користи за праве циљеве људског живота, он одбацује индивидуално богатство као опасност за друштво и појединца и баш у томе се налази његово супротстављање капитализму. Социјализам је подлегао духу капитализма и радници су, уместо да превазиђу капиталистичку структуру, пронашли своје место унутар ње. Фром тврди да је пропаст социјализма започела 1914. године, када су вође држава изабрале војне и економске интересе својих држава, уместо интернационализма и мира које су претходно биле њихов програм.
Капитализам и комунизам су два система заснована на индустријализацији и њихови циљеви су све веће богатство и ефикасност. У њима су друштва у којима управљају менаџерска класа и политичари. Оба организују масе у централизовани систем, у огромне фабрике и масовне политичке партије.
Фром завршава овај есеј питањем да ли ће капитализам и "изопачени социјализам" потпуно заменити мислећег, стваралчки настројеног човека са "човеком-роботом". Он такође говори да људи нису присиљени да бирају између комунизма и капитализма и да треба да изаберу демократски хуманистички социјализам који је заснован на изворним начелима социјализма и пружа визују новог, истински људског друштва.

## Хуманистички социјализам
Хуманистички социјализам мора да разликује три аспекта:
- На којим је начелима заснована идеја социјалистичке партије?
- Који су средњорочни циљеви које хуманистички социјализам тежи да испуни?
- Који су непосредни краткорочни док средњорочни циљеви још увек нису испуњени?

Сваки друштвени и економски однос није само однос између ствари и институција, већ и систем људских односа. Циљ друштва јесте да се обезбеде услови за развој човека, самим тим и свих људи. Човек има првенство у односу на ствари, живот у односу на својину, и рад у односу на капитал. Хуманистички социјализам се бори против рата и залаже за мир и добре односе међу људима. Производња се дешава ради друштвене користи, а не ради материјалног профита неких корпорација или појединаца.
Хуманистички социјализам шири демократију у економску сферу, дајући моћ друштвене контроле радницима над бирократама. Да би се овај систем увео, потребно је свести функције централизоване државе на минимум, док добровољна акгивност грађана који слободно сарађују чини централни механизам друштвеног живота. Свака држава треба да створи своје методе оваквог система у складу са својом ситуацијом и не сме да намеће те методе другим државама. Списи очева социјалистичке идеје се не смеју претворити у инструмент достизања власти, већ морају постати дух према којем социјалисти живе.
Хуманистички социјализам се не ствара принудом или неком прикривеном манипулацијом, већ се буди у човеку када он постане хуманији и када пожели богатији и смисленији живот. Фром наводи да су неопходна три услова за функционисање оваквог система:
1. Да се држава подведе под ефикасну контролу свих грађана
2. Да се сломи друштвена и политичка моћ свих корпорација
3. Да се од самог почетка подстичу сви облици децентрализованих и добровољних удружења у производњи, размени и локалним и друштвеним културним активностима.

Када је у питању образовање, његов циљ јесте да од индивидуе створи особу која ће умети критички да суди и да не буде подложна на манипулацију. Принцип ирационалног ауторитета се мора заменити и створити рационални, онај који не сили. Социјализам мора да обезбеди свакој особи нормалне услове живота. Образовање не сме да се своди само на интелектуално, већ и на уметничко изражавање.
Хуманистички социјализам се бори за сваку врсту слободе, било религијску (где се религија одваја од државе и цркве), било расну или родну. Он се разликује од других партијских програма по томе што има визију, идеал бољег и хуманијег друштва него што је ово данашње. Слабост друштва је у томе што нема визију, нема идеале, а човек у таквом свету постаје депресиван и изолован, постаје жртва диктатора и демагога.
| „ | Социјализам није само социоекономски и политички програм, то је хумани програм: остварење идеала хуманизма у условима индустријског друштва. Социјализам мора бити радикалан. Бити радикалан значи ићи до корена: корен је човек. | ” |

## Слобода у радној ситуацији
Фром говори о разликама између капитализма из 19. и 20. века. Модерни човек је суочен са четири велике бирократије: индустрије, рада, владе и оружаних снага. Оне раде заједно и сачињавају мрежу која је у интеракцији са масовним човеком, који потпуно пристаје да њиме управљају јер он гаји илузију да су његове одлуке слободне и да је он "у ствари" тај који им говори шта да раде.
Са психолошког становишта, бирократија није само администрација. У сваком издиференцираном друштву потребно је управљање стварима и управљање људи. Став који суштински одређује бирократију јесте да се односи према људима као према стварима, а људи пристају на то да буду третирани као ствари све док то не знају, "све док носе своје иницијале на мајицама и униформама и гаје осећај слободе и индивидуалности."
| „ | Модерном капитализму су потребни људи који несметано раде у великим масама, који увек троше више, чији су укуси стандардизовани и могу се предвидети; људи који осећају да су слободни и независни, а не потчињени неком ауторитету, принципу или савести; да се њима управља без силе, да буду вођени без вође, да буду подстицани без циља - осим циља да ураде нешто, да буду у покрету, да функционишу и гурају даље. | ” |

Производња и потрошња су циљеви сами по себи. Људи су срећни кад открију да могу да производе више, а што више производе, више желе нешто друго. Сви желе да уштеде на времену, али када уштеде, не знају шта ће с њим. Потрошња је циљ сам по себи, а Фром говори и како модерни човек види рај као огромну продавницу која нуди ствари.

### Идолатрија
Фром посвећује доста пажње идолатрији и човековом отуђењу од самог себе. Говори о томе како је човек током читавог свог постојања идеализовао заправо самог себе и своју моћ, правећи објекте за молитву, истовремено обожавајући сам објекат.
| „           | Исто се догађа у нашој друштвеној ситуацији. Амерички грађанин данас искључиво брине о приватним проблемима. Под речју "брине", мислим на то да је довољно заинтересован за проблем да понекад не може да спава због њега, а не само да говори о њему. Он не може да спава због здравља, новца или породичних проблема. Он не трпи несаницу због проблема друштва, зато што је себе одвојио од искуства друштвене бриге, од повезаности са другима као делом свог живота. | ” |
| — Ерих Фром | |   |

Фром помиње француски термин "la malaise du siecle", или "ennui", што се данас зове неурозом. Он говори како су људи индоктринисани да се не осећају несрећно, јер уколико се не осећају срећно, они нису успешни. Научени су да се приклањају конформизму, и тиме људи губе идентитет. Не верују у демократију јер су лично убеђени да она функционише, већ прате ставове других.